# Pedernales (Repubblica Dominicana)
Pedernales è un comune della Repubblica Dominicana di 13.805 abitanti, situato nella Provincia di Pedernales, di cui è capoluogo. Comprende, oltre al capoluogo, un distretto municipale: José Fco Peña Gómez.

## Amministrazione

### Gemellaggi
- Villagonzalo Pedernales

## Galleria d'immagini

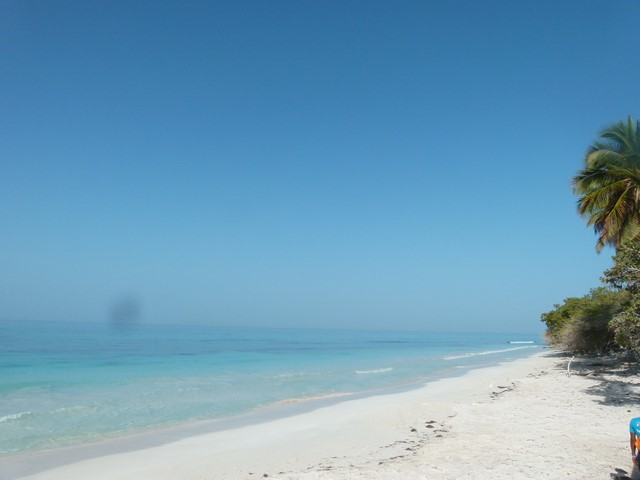
Pedernales, al confine con Haiti